# Japanagromyza duchesneae
Japanagromyza duchesneae är en tvåvingeart som först beskrevs av Mitsuhiro Sasakawa 1954.  Japanagromyza duchesneae ingår i släktet Japanagromyza och familjen minerarflugor. Inga underarter finns listade i Catalogue of Life.